# Цитокин
Цитокините (на старогръцки: κύτος клетка и на старогръцки: κίνησις, движение) са малки клетъчни сигнални белтъчни молекули, които се отделят от множество клетки и са категория сигнални молекули, широко използвани в междуклетъчната комуникация. Цитокините могат да бъдат класифицирани като белтъци, пептиди, или гликопротеини. Терминът „цитокини“ обхваща голямо и разнообразно семейство регулаторни молекули, произвеждани в цялото тяло от клетки с различен ембриологичен произход.
Терминът „цитокини“ е бил използван, за да се назовават имуномодулиращи агенти, като интерлевкини и интерферони. Биохимиците обаче не са на едно мнение кои молекули трябва да се определят като цитокини и кои - като хормони. С натрупването на повече познания за всеки цитокин функлионалните и структурните разлики между двете намаляват. Класическите хормони-белтъци циркулират в наномоларни (10-9) концентрации, които обикновено варират с по-малко от един порядък. За разлика от тях, някои цитокини (като IL-6) циркулират в пикомоларни (10-12) концентрации, които може да се увеличат до 1000 пъти по време на травма или инфекция. Широкото разпространение и разнообразие на клетъчните източници на цитокини може да бъде свойство, което ги отличава от хормоните. На практика всички ядрени клетки, но особено ендо- или епителните клетки и резидентните макрофаги (много близо до границата на взаимодействие с външната среда), са мощни производители на IL-1, IL-6 и TNF-α. За разлика тях, класическите хормони, като инсулин, се отделят от отделни жлези (напр. панкреаса). Считано от 2008 г., настоящата терминология определя цитокините като имуномодулиращи агенти. Въпреки това са необходими повече изследвания в тази област на дефиниране на цитокините и хормоните.
Част от трудността с отличителните черти на цитокини от хормони е, че някои от имуномодулиращите ефекти на цитокини са системни, а не локални. Така например, служейки си с хормонна терминология, действието на цитокините може да бъде автокринно или паракринно при хемотаксис и ендокринно - като пирогенен. Освен това, като молекули, цитокини не са ограничени до имуномодулиращата си роля. Цитокините също така участват в някои процеси по време на ембриогенезата.